# Young Ace
Young Ace (ヤングエース Yangu Ēsu?) es una revista japonesa que publica manga de demografía seinen. La revista, propiedad de Kadokawa Shoten, empezó su tirada en 2009.

## Publicaciones
- Another, por Kiyohara Hiro[2]
- Akuma no Ikenie, por Ayun Tachibana
- Black★Rock Shooter: Innocent Soul, por Sanami Suzuki
- Bungō Stray Dogs, escrita por Kafka Asagiri e ilustrada por Sango Harukawa.
- Echo/Zeon, por Koushi Rikudou
- Furekurain, por Terio Teri
- Haijin-sama no End Contents, por Satoru Matsubayashi
- Mirai Nikki Paradox, spin-off de Mirai Nikki con otra línea temporal.
- Mōhitsu Hallucination, por DISTANCE
- MPD Psycho
- Nagato Yuki-chan no Shōshitsu, spin-off de Suzumiya Haruhi no Yūutsu, por Puyo
- Neon Genesis Evangelion
- Panty & Stocking with Garterbelt
- Sugar Dark, adaptado por Kendi Oiwa. Original por Enji Arai
- Summer Wars
- Kurosagi Shitai Takuhaibin
- Yakumo Hakkai
- Blood lad, por Yuuki Kodama